# Пухкирхен-ам-Тратберг
Пухкирхен-ам-Тратберг (нем. Puchkirchen am Trattberg) — община (нем. Gemeinde) в Австрии, в федеральной земле Верхняя Австрия. 
Входит в состав округа Фёклабрукк.  Население составляет 963 человека (на 31 декабря 2005 года). Занимает площадь 8 км². Официальный код  —  41727.

## Политическая ситуация
Бургомистр общины — Антон Хюттмайр (АНП) по результатам выборов 2003 года.
Совет представителей общины (нем. Gemeinderat) состоит из 13 мест.
- АНП занимает 7 мест.
- СДПА занимает 4 места.
- Зелёные занимают 2 места.